# Зеркалова, Дарья Васильевна
Дарья Васильевна Зерка́лова (19 марта (1 апреля) 1901, Анатольевка — 5 сентября 1982, Москва) — советская актриса театра и кино. Народная артистка РСФСР (1947). Лауреат Сталинской премии второй степени (1946).

## Биография
Родилась в местечке Анатолиевка (ныне село в Берёзовском районе Одесской области Украины) в многодетной семье. Когда в город приехал знаменитый гастролер Алексей Харламов, для роли Анютки в пьесе Л. Н. Толстого «Власть тьмы» понадобилась девочка. Выбор пал на Дарью.
Сценическую деятельность начала с самодеятельности. Учась на частных драматических курсах в Одессе, в 1920 году поступила в русский театр в Одессе. В дальнейшем работала в провинциальных театрах Киева, Харькова, Полтавы, Риги, исполняя в основном комедийные роли девочек-подростков, постепенно переходя на более возрастные роли и создавая героические и остродраматические образы.
В 1933 году Зеркалова была принята в труппу Центрального театра Красной Армии, сыграла ряд заметных ролей, в том числе в пьесах А. Н. Островского (Юлию Тугину в «Последней жертве», Глафиру в «Волках и овцах») и в 1938 году была приглашена в Малый театр. Член ВКП(б) с 1951 года.
Была замужем за либреттистом и театроведом Николаем Волковым.

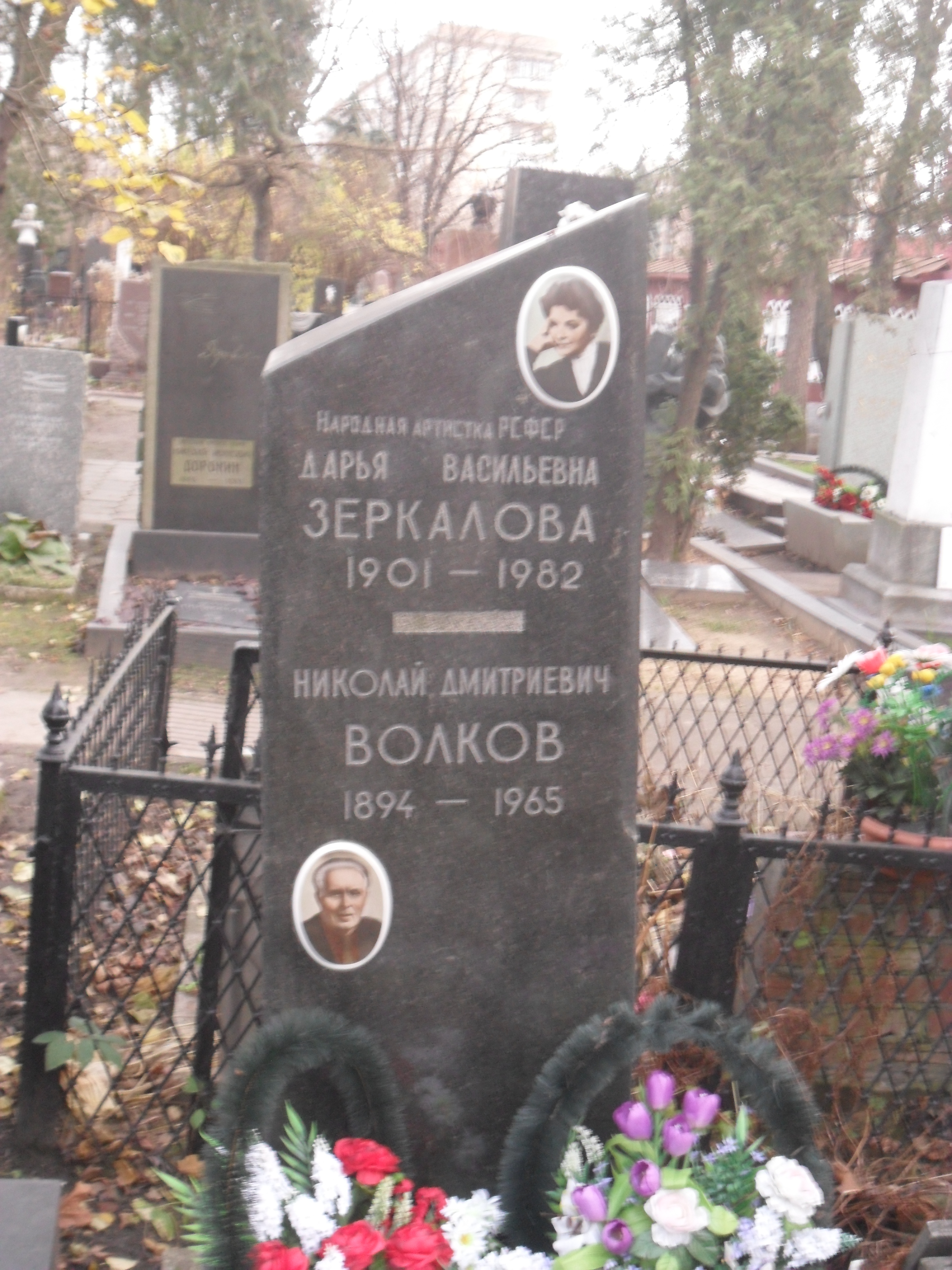
Могила Зеркаловой на Новодевичьем кладбище Москвы.

Умерла 5 сентября 1982 года. Похоронена в Москве на Новодевичьем кладбище (участок № 2).

## Творчество

### Роли в театре

#### Театры в провинции: Одесса, Киев, Рига, Харьков
- «Власть тьмы» Л. Н. Толстого — Анютка
- «Горе-злосчастье» В. А. Крылова — Марьюшка
- «Погибшая девчонка» — Колетт
- «Недомерок»
- «Бой бабочек» Г. Зудермана — Рози
- «Медведь» А. П. Чехова — Елена Ивановна Попова
- «Обнаженная» — Лолет
- «Маленькая шоколадница» П. Гаво — Жанина
- «Милый Жорж» — Мишлина
- «Любовь — сила» — Жюльетта
- «Обрыв» И. А. Гончарова — Марфа Васильевна
- «Преступление и наказание» (Ф. М. Достоевского) — Софья Семёновна Мармеладова
- «Отелло» Шекспира — Дездемона
- «Трактирщица» К. Гольдони — Мирандолина
- «Маленькая женщина с большим характером»
- «Пламя»
- «Доходное место» А. Н. Островского — Полина
- «Ярость» — Андрейка
- «Хлеб» — Паша
- «Страх» — Наташа
- «Собор Парижской Богоматери» В. Гюго — Эсмеральда
- «Человек с портфелем» А. М. Файко — Гога
- «Поэма о топоре» — Анка
- «Поединок» — Анка
- «Волки и овцы» А. Н. Островского — Глафира Фирсовна
- «Коварство и любовь» Ф. Шиллера — Луиза
- «Последняя жертва» А. Н. Островского — Юлия Павловна Тугина

#### ЦТСА
- 1934 — «Гибель эскадры» А. Е. Корнейчука — Оксана
- 1935 — «Последняя жертва» А. Н. Островского — Юлия Павловна Тугина
- 1936 — «Мещане» М. Горького — Елена
- 1936 — «Васса Железнова» М. Горького — Наталья
- 1937 — «Волки и овцы» А. Н. Островского — Глафира

#### Малый театр
- 1938 — «Волк» Л. М. Леонова — Елена
- 1939 — «Евгения Гранде» О. Бальзака — Евгения Гранде (спектакль был записан на радио в 1954 году)
- 1941 — «В степях Украины» А. Е. Корнейчука — Катерина
- 1943 — «Пигмалион» Б. Шоу — Элиза Дулитл (спектакль был записан на радио в 1948 году)
- 1944 — «Волки и овцы» А. Н. Островского — Глафира
- 1946 — «Мещане» М. Горького — Елена
- 1947 — «За тех, кто в море» Б. А. Лавренёва — Шабуева
- 1947 — «Русский вопрос» К. М. Симонова — Джесси (спектакль был записан на радио в 1949 году)
- 1949 — «Рюи Блаз» В. Гюго — Донья Мария Нейбургская
- 1949 — «Заговор обречённых» Н. Е. Вирты — Христина Падера
- 1951 — «Без вины виноватые» А. Н. Островского — Любовь Ивановна Отрадина, Елена Ивановна Кручинина
- 1952 — «Васса Железнова» М. Горького — Рашель
- 1954 — «Эмилия Галотти» Э. Лессинга — графиня Орсина
- 1954 — «Варвары» М. Горького — Лидия
- 1955 — «Стакан воды» Э. Скриба — герцогиня Мальборо
- 1956 — «Ночной переполох» М.-Ж. Саважона — Мария Вареск
- 1959 — «Веер леди Уиндермиер» О. Уайльда — миссис Эрлин
- 1961 — «Остров Афродиты» А. Парниса — Глория Патерсон
- 1963 — «Веер леди Уиндермиер» О. Уайльда — герцогиня Бервик
- 1963 — «Луна зашла» Дж. Стейнбека — мадам Оурден
- 1966 — «Человек бросает якорь» И. А. Касумова — Шамама
- 1968 — «Джон Рид» Е. Р. Симонова — 'мать Джона Рида
- 1968 — «Господин Боркман» Г. Ибсена — Элла Рейнтхейм
- 1970 — «Эмигранты» А. В. Софронова — Дама
- 1971 — «Ярмарка тщеславия» У. Теккерея — миссис Кроули
- 1971 — «Бешеные деньги» А. Н. Островского — Лидия Юрьевна Чебоксарова
- 1974 — «Гроза» А. Н. Островского — Сумасшедшая барыня

### Фильмография
- 1921 — Снова на земле
- 1923 — Потоки — Ганя
- 1925 — Укразия — Катя
- 1933 — Последняя ночь
- 1939 — В людях
- 1974 — Дом Островского

## Призы и награды
- заслуженная артистка РСФСР (1937)
- Сталинская премия второй степени (1946) — за исполнение роли Элизы Дулитл в спектакле «Пигмалион» Б. Шоу
- народная артистка РСФСР (1947)
- орден Ленина (26.10.1949)
- орден Трудового Красного Знамени (4.11.1974)
- медали